# لوواش (مجارستان)
لوواش (به مجاری:  Lovas) یک شهرداری در مجارستان است که در ناحیه بالاتون‌فورد واقع شده‌است. لوواش ۵٫۹۵ کیلومتر مربع مساحت و ۴۴۹ نفر جمعیت دارد.